# American Naturalist (журнал)
The American Naturalist — американський науковий журнал, видається з 1867 року Американським товариством натуралістів.
Видавцем є University of Chicago Press.
На сторінках журналу порушуються теми, пов'язані з екологією, еволюційною біологією, дослідженнями, що стосуються тзв. інтегральної біології.
Редагують журнал Майкл К. Вітлок з Університету Британської Колумбії і Патрісія Л. Морс (2007).

## Ресурси Інтернету
- Офіційна сторінка журналу [Архівовано 15 листопада 2007 у Wayback Machine.]
- Архівація у Journal Storage [Архівовано 27 вересня 2015 у Wayback Machine.]

1. ↑  The ISSN portal — Paris: ISSN International Centre, 2005. — ISSN 0003-0147
2. 1 2  Biodiversity Heritage Library — 2006.